# جوانا كوليغ
جوانا كوليغ (بالبولندية: Joanna Kulig) وهي ممثلة أفلام ومسرح وتلفزيون ولدت في يوم 24 يونيو 1982 في بلدة كراينيكا دورج في بولندا، مثلت في عدة أفلام ومسلسلات ومسرحيات ومن الأفلام التي مثلت فيها هو فلم إيليس في 2011 مع جولييت بينوش وأنايس ديموستيير.

## روابط خارجية
- جوانا كوليغ على موقع IMDb (الإنجليزية)
- جوانا كوليغ على موقع روتن توميتوز (الإنجليزية)
- جوانا كوليغ على موقع مونزينجر (الألمانية)
- جوانا كوليغ على موقع قاعدة بيانات الأفلام العربية
- جوانا كوليغ على موقع قاعدة بيانات الأفلام العربية
- جوانا كوليغ على موقع ألو سيني (الفرنسية)
- جوانا كوليغ على موقع ميوزك برينز (الإنجليزية)
- جوانا كوليغ على موقع أول موفي (الإنجليزية)
- جوانا كوليغ على موقع قاعدة بيانات الأفلام السويدية (السويدية)
- جوانا كوليغ على موقع ديسكوغز (الإنجليزية)